# Regionalwahlkreis Wien Umgebung
Der Regionalwahlkreis Wien Umgebung (ehemals Wahlkreis 3F) war ein Regionalwahlkreis in Österreich, der bei Wahlen zum Nationalrat für die Vergabe der Mandate im ersten Ermittlungsverfahren gebildet wurde. Der Wahlkreis umfasste die politischen Bezirke Wien-Umgebung (mit 1. Jänner 2017 aufgelöst) sowie Mödling.
Bei der Nationalratswahl 2013 waren im Regionalwahlkreis Wien Umgebung 176.143 Personen wahlberechtigt, wobei bei der Wahl die Sozialdemokratische Partei Österreichs (SPÖ) mit 25,8 % als stärkste Partei hervorging. Von den fünf zu vergebenden Grundmandaten entfiel ein Mandat auf die SPÖ und eines auf die Österreichische Volkspartei (ÖVP).
Vor der Nationalratswahl 2017 wurde der Regionalwahlkreis Wien Umgebung aufgelöst und auf andere Wahlkreise aufgeteilt.

## Geschichte
Nach dem Ende des Staates Österreich-Ungarn wurde für das Gebiet von Niederösterreich mit der Wahlordnung 1918 für die Wahl der konstituierenden Nationalversammlung mehrere Wahlkreise geschaffen, wobei das Gebiet des heutigen Wahlkreises Wien Umgebung zwischen dem Wahlkreis Viertel unterm Wienerwald und dem Wahlkreis Viertel unterm Manhartsberg aufgeteilt war. Nachdem die Wahlordnung von 1923 von der austrofaschistischen Regierung 1934 außer Kraft gesetzt worden war, wurde die ursprüngliche Einteilung der Wahlkreise nach dem Zweiten Weltkrieg mit dem Verfassungsgesetz vom 19. Oktober 1945 weitgehend wieder eingeführt. In der Folge waren die Wahlkreise mehrmals von Gebietsverschiebungen betroffen, bis durch die Nationalrats-Wahlordnung 1971 eine tiefgreifende Wahlkreisreform erfolgte. Durch die Nationalrats-Wahlordnung 1971 wurde Anzahl der Wahlkreise in Österreich auf nur noch neun reduziert. Für das Bundesland Niederösterreich bestand in der Folge nur noch ein Wahlkreis, der Wahlkreis Niederösterreich (Wahlkreis 3). Mit Inkrafttreten der Nationalrats-Wahlordnung 1992 wurde das österreichische Bundesgebiet schließlich in 43 Regionalwahlkreise unterteilt und somit ein drittes Ermittlungsverfahren eingeführt, wobei die Bezirke Wien-Umgebung sowie Mödling zum Wahlkreis Wien Umgebung zusammengefasst wurden. Der Regionalwahlkreis Wien Umgebung erhielt in der Folge 1993 fünf Mandate zugewiesen, wobei die Neuberechnung der Mandatsverteilung im Jahr 2002 (nach den Ergebnissen der Volkszählung 2001) zu keinen Veränderungen führte. Der Bezirk Wien-Umgebung wurde mit 1. Jänner 2017 aufgelöst und auf die Bezirke Tulln, Korneuburg, St. Pölten-Land und Bruck an der Leitha aufgeteilt. Damit wurde vor der Nationalratswahl 2017 auch der Wahlkreis Wien Umgebung aufgelöst. Der Bezirk Mödling bildet seither gemeinsam mit dem Bezirk Baden den neuen Regionalwahlkreis Thermenregion.
Während der Existenz des Wahlkreises erreichte die SPÖ bei nahezu jeder Wahl die relative Mehrheit, lediglich bei der Nationalratswahl 2002 gelang es der ÖVP die SPÖ zu überholen. Bei allen anderen Wahlen erreichte die ÖVP den zweiten Platz. Der dritte Platz war seit 1999 zwischen der FPÖ und den Grünen umkämpft, wobei die Grünen im Wahlkreis Wien Umgebung ihr bestes Ergebnis in Niederösterreich erreichten.

## Wahlergebnisse
| Nationalratswahlen im Regionalwahlkreis Wien Umgebung | Nationalratswahlen im Regionalwahlkreis Wien Umgebung | Nationalratswahlen im Regionalwahlkreis Wien Umgebung | Nationalratswahlen im Regionalwahlkreis Wien Umgebung | Nationalratswahlen im Regionalwahlkreis Wien Umgebung | Nationalratswahlen im Regionalwahlkreis Wien Umgebung | Nationalratswahlen im Regionalwahlkreis Wien Umgebung | Nationalratswahlen im Regionalwahlkreis Wien Umgebung | Nationalratswahlen im Regionalwahlkreis Wien Umgebung | Nationalratswahlen im Regionalwahlkreis Wien Umgebung | Nationalratswahlen im Regionalwahlkreis Wien Umgebung |
| Wahltermin                                            | GM                                                    |                                                       | SPÖ                                                   | ÖVP                                                   | FPÖ                                                   | GRÜNE                                                 | BZÖ                                                   | LIF/NEOS                                              | FRANK                                                 | Sonstige                                              |
| ----------------------------------------------------- | ----------------------------------------------------- | ----------------------------------------------------- | ----------------------------------------------------- | ----------------------------------------------------- | ----------------------------------------------------- | ----------------------------------------------------- | ----------------------------------------------------- | ----------------------------------------------------- | ----------------------------------------------------- | ----------------------------------------------------- |
| 9. Oktober 1994                                       |                                                       | Stimmenanteile (%)                                    | 34,4                                                  | 25,5                                                  | 19,6                                                  | 8,5                                                   | -                                                     | 10,5                                                  | -                                                     | 1,5                                                   |
| 9. Oktober 1994                                       | 5                                                     | Grundmandate                                          | 1                                                     | 1                                                     | 0                                                     | 0                                                     | -                                                     | 0                                                     | -                                                     | 0                                                     |
| 17. Dezember 1995                                     |                                                       | Stimmenanteile (%)                                    | 37,4                                                  | 28,8                                                  | 17,9                                                  | 5,4                                                   | -                                                     | 9,0                                                   | -                                                     | 1,5                                                   |
| 17. Dezember 1995                                     | 5                                                     | Grundmandate                                          | 1                                                     | 1                                                     | 0                                                     | 0                                                     | -                                                     | 0                                                     | -                                                     | 0                                                     |
| 3. Oktober 1999                                       |                                                       | Stimmenanteile (%)                                    | 33,6                                                  | 26,0                                                  | 23,0                                                  | 9,3                                                   | -                                                     | 5,8                                                   | -                                                     | 2,3                                                   |
| 3. Oktober 1999                                       | 5                                                     | Grundmandate                                          | 1                                                     | 1                                                     | 1                                                     | 0                                                     | -                                                     | 0                                                     | -                                                     | 0                                                     |
| 24. November 2002                                     |                                                       | Stimmenanteile (%)                                    | 36,6                                                  | 42,3                                                  | 7,4                                                   | 12,2                                                  | -                                                     | 1,1                                                   | -                                                     | 0,5                                                   |
| 24. November 2002                                     | 5                                                     | Grundmandate                                          | 1                                                     | 2                                                     | 0                                                     | 0                                                     | -                                                     | 0                                                     | -                                                     | 0                                                     |
| 1. Oktober 2006                                       |                                                       | Stimmenanteile (%)                                    | 35,0                                                  | 33,5                                                  | 10,0                                                  | 15,3                                                  | 2,4                                                   | -                                                     | -                                                     | 3,9                                                   |
| 1. Oktober 2006                                       | 5                                                     | Grundmandate                                          | 1                                                     | 1                                                     | 0                                                     | 0                                                     | 0                                                     | -                                                     | -                                                     | 0                                                     |
| 28. September 2008                                    |                                                       | Stimmenanteile (%)                                    | 29,6                                                  | 26,5                                                  | 17,3                                                  | 13,6                                                  | 6,4                                                   | 3,6                                                   | -                                                     | 3,0                                                   |
| 28. September 2008                                    | 5                                                     | Grundmandate                                          | 1                                                     | 1                                                     | 0                                                     | 0                                                     | 0                                                     | 0                                                     | -                                                     | 0                                                     |
| 29. September 2013                                    |                                                       | Stimmenanteile (%)                                    | 25,8                                                  | 24,0                                                  | 18,0                                                  | 14,0                                                  | 3,0                                                   | 8,4                                                   | 4,9                                                   | 1,9                                                   |
| 29. September 2013                                    | 5                                                     | Grundmandate                                          | 1                                                     | 1                                                     | 0                                                     | 0                                                     | 0                                                     | 0                                                     | 0                                                     | 0                                                     |